# Prybirśk
Prybirśk (ukr. Прибірськ) – wieś na Ukrainie, w obwodzie kijowskim, w rejonie wyszogrodzkim, w hromadzie Iwanków. W 2001 roku liczyła 825 mieszkańców.
Siedziba dawnej gminy Priborsk w ujeździe radomyskim a od roku 1919 w czarnobylskim na Ukrainie